# Édouard Manet
Édouard Manet (Parijs, 23 januari 1832 – aldaar, 30 april 1883) was een 19e-eeuwse Franse kunstschilder en een sleutelfiguur in de overgang van het realisme naar het impressionisme. Met zijn losse schildertoets en vernieuwende onderwerpkeuze stond hij tevens aan de bakermat van de moderne kunst. Zijn vroege meesterwerken, zoals Le déjeuner sur l'herbe en Olympia, zorgden voor veel controverse en inspireerden een generatie jonge impressionistische schilders.

## Levensloop

### Jeugd
Manet kwam uit een Parijs bourgeois milieu. Zijn vader, Auguste, was rechter en zijn moeder, Eugénie-Desirée Fournier, was de peetdochter van de latere koning Karel XIV Johan van Zweden. Manet, die erg op zijn ouders gesteld was, schijnt een gelukkige jeugd gehad te hebben, maar hij had een hekel aan school en bleef één keer zitten. Op school leerde hij zijn trouwe vriend Antonin Proust kennen, die op enkele schilderijen is afgebeeld, in 1897 het boek Souvenirs de Manet (Herinneringen aan Manet) publiceerde en de oom was van de schrijver Marcel Proust.
Zijn vader wilde dat hij ook rechten ging studeren, maar zelf wilde de jonge Manet kunstenaar worden. Hij werd hierin gestimuleerd door zijn oom Charles Fournier. Manets vader meende dat hij ook naar zee kon gaan en stuurde hem op zijn zestiende op een reis van een half jaar naar Rio de Janeiro. Manet vond het aan boord erg saai en zat dan ook uren achtereen te tekenen. Bij thuiskomst begon zijn carrière als schilder: hij schreef zich in januari 1850 samen met Proust in als leerling van Thomas Couture en als kopiist in het Louvre. In het Louvre en tijdens reizen naar Nederland en Italië bracht Manet veel tijd door met het kopiëren van oude meesters, die hem later ook vaak tot inspiratie dienden (zie onder).

### Studietijd
Couture, die in 1847 naam had gemaakt met het gigantische doek Les Romains de la décadence, hield zich afzijdig van de officiële, competitiegerichte kunstacademies, de Écoles. Hij vond dat deze zich te veel op details richtten en probeerde zijn studenten het belang van spontaniteit en frisheid bij te brengen. Ook meende hij dat kunstenaars eenzame genieën waren, een romantisch idee dat veel jongeren aansprak. Niettemin had Manet, die toch zes jaar zijn leerling bleef, vaak aanvaringen met hem. Hoewel Manet het ook vakinhoudelijk dikwijls met Coutures lessen oneens was, heeft Couture toch veel invloed op hem gehad. Dit zou vooral gelden voor Manets Spaans georiënteerde werk (zie later). Naast de lessen van Couture bezocht Manet in Parijs de Académie Suisse.
In 1849 begon Manet een verhouding met de Nederlandse Suzanne Leenhoff, toentertijd de pianolerares van zijn broers. In 1853 werd haar onwettige zoon Léon geboren, die daarna doorging voor haar jongere broer. Omdat Manet door zijn syfilis (zie onder) waarschijnlijk onvruchtbaar was, was hij vermoedelijk niet de biologische vader; mogelijk was Manets vader dat. Op 28 oktober 1863 trouwden Manet en Suzanne in Zaltbommel. Uit het huwelijk werden geen kinderen geboren. Manet heeft Suzanne en Léon enige malen geschilderd.

### Manets carrière

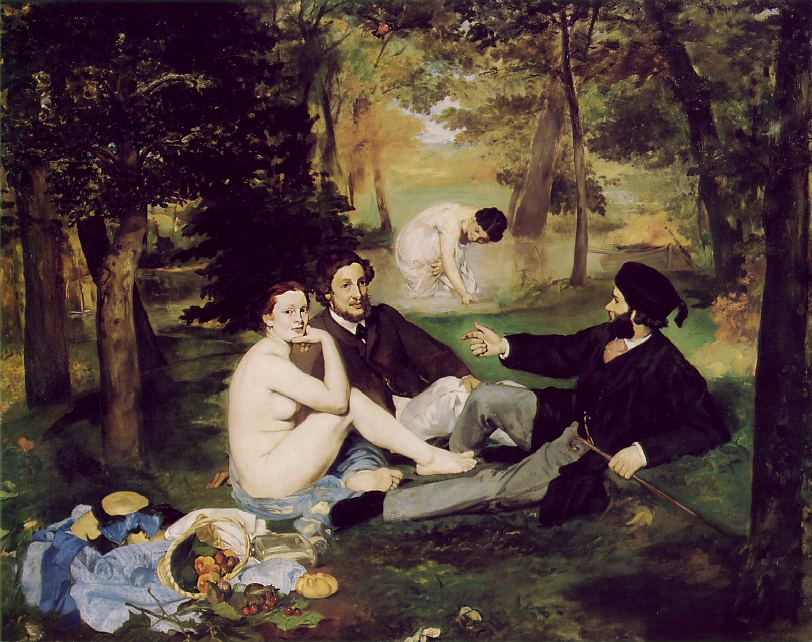
Le déjeuner sur l'herbe (1863), Musée d'Orsay, Parijs

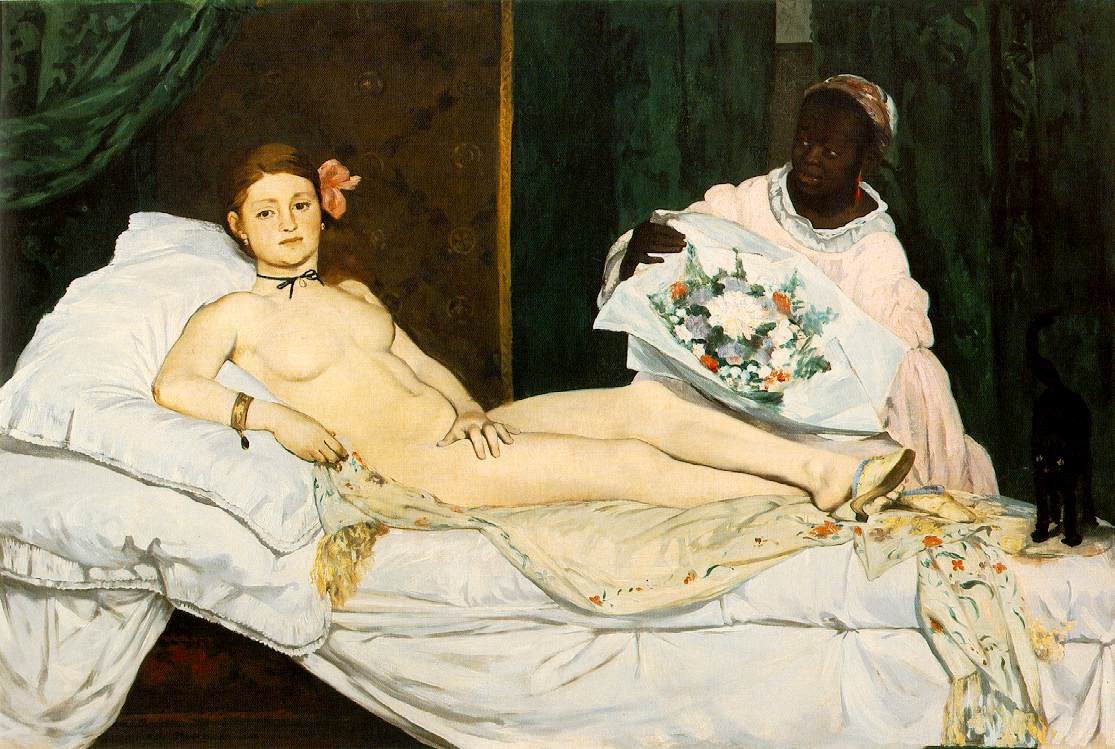
Olympia (1863), olieverf op doek, 130,5 x 190 cm
Musée d'Orsay, Parijs

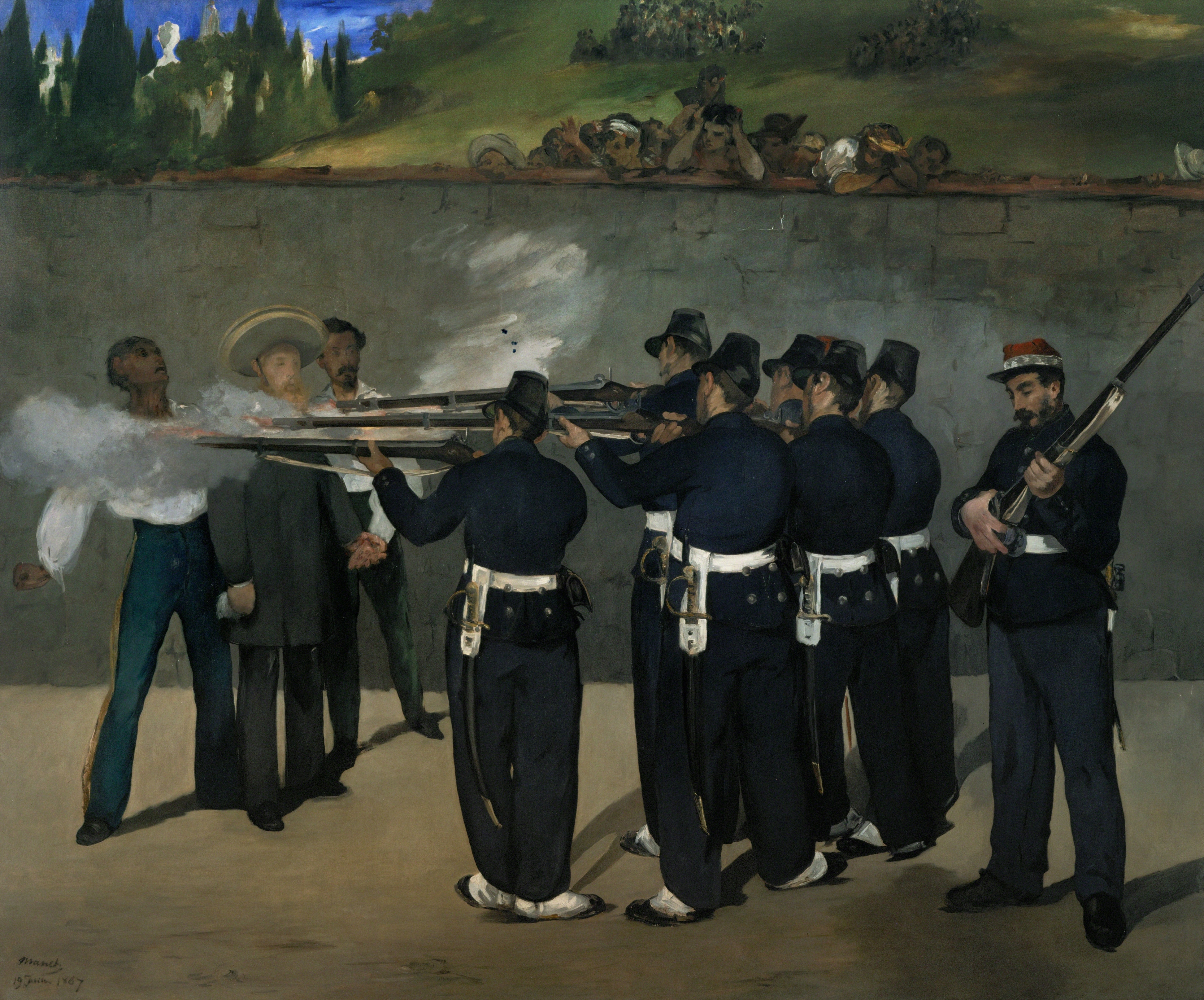
De executie van keizer Maximiliaan van Mexico (1868, een van de twee historische scènes die Manet schilderde), Kunsthalle Mannheim

De spoorweg (1873, Manet stelde dit schilderij tijdens de reguliere Salon tentoon in 1874), National Gallery of Art, Washington

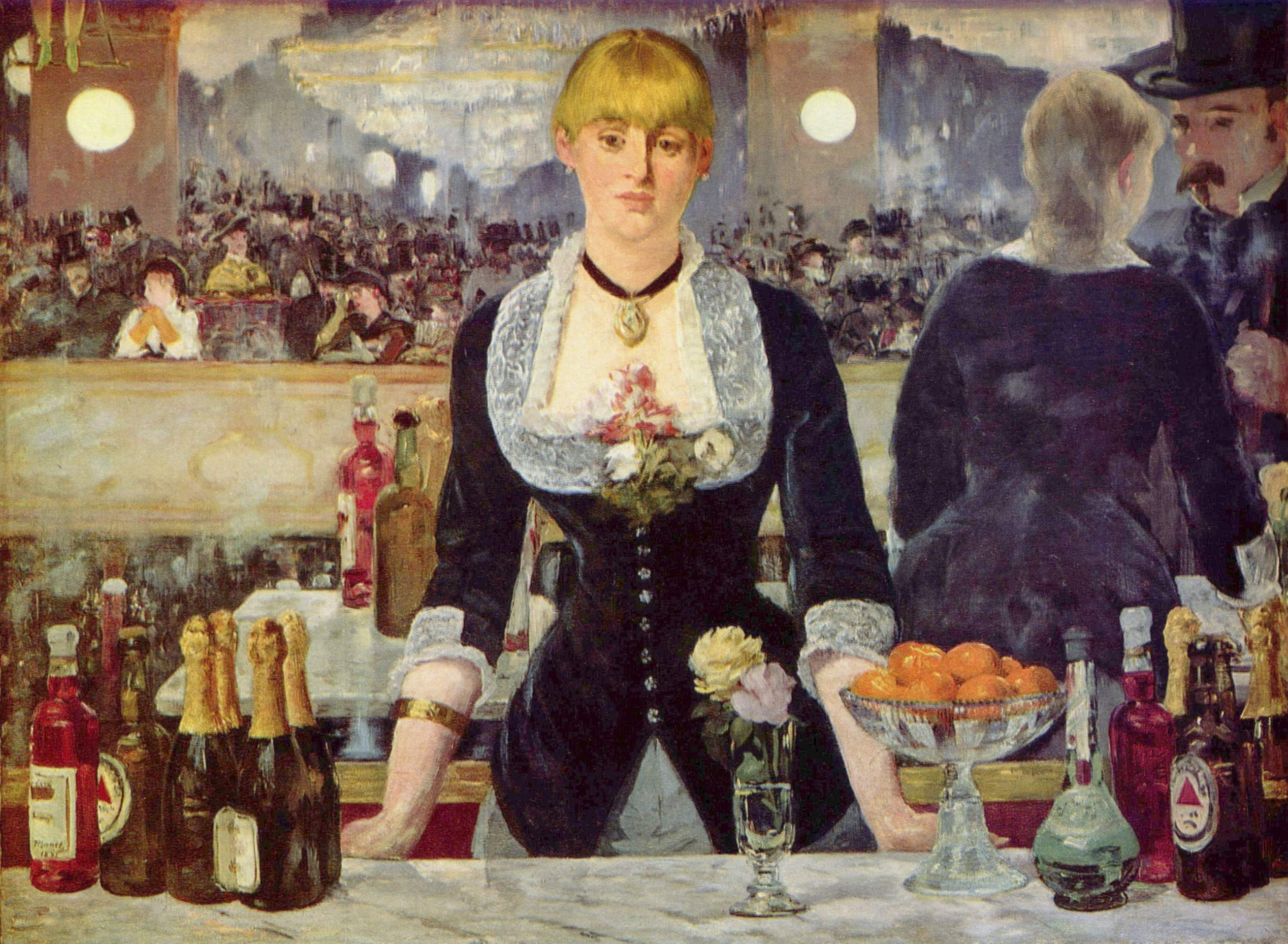
Een bar in de Folies-Bergère (1882), Courtauld Gallery, Londen

Na zijn tijd bij Couture bood Manet zijn schilderij De absintdrinker uit 1859 aan aan de Salon, de belangrijke jaarlijkse kunsttentoonstelling. In die tijd waren er nauwelijks andere gelegenheden voor schilders om hun werk aan het publiek te tonen. De jury van de Salon weigerde het doek, ten eerste omdat het een dronken man toonde en ten tweede omdat delen ervan een onaffe en vage indruk maakten. Ook Couture vond het slecht.
Het doek toont al wat Manets voornaamste onderwerp zou zijn: het moderne Parijse leven. Manet was een flâneur, die vaak de trendy cafés frequenteerde, altijd keurig gekleed (er zijn overigens aanwijzingen dat onder dat joviale uiterlijk een erg neurotische man schuilging, iets wat sommigen ook in zijn werk menen terug te zien). Dit heeft sterk te maken met het concept van "het heldendom van het moderne leven" van de dichter Baudelaire, een goede vriend van Manet. In 1862 maakte Manet het doek Muziek in de Tuilerieën, dat een grote groep rijke mensen toont in dit Parijse park, onder wie Manet zelf en vrienden en familieleden. Net als bij De absintdrinker zijn bepaalde stukken scherp en andere, ook op de voorgrond, onscherp, en critici waren dan ook weer furieus.
In de jaren 1860 maakte Manet veel werk met Spaanse thema's. Al in de jaren 1840 waren Spaanse schilderijen in de mode in Parijs; Manet moet deze in het Louvre gezien hebben. Zijn werk De Spaanse zanger uit 1860 was zijn eerste succes in de Salon. In 1864 exposeerde hij er Episode d'un Course de Taureaux (Incident tijdens een stierengevecht). Na zijn bezoek aan Madrid in 1865 werd hij vooral beïnvloed door Diego Velázquez. In navolging van de Spaanse meester maakte Manet een serie schilderijen van "bedelaar-filosofen", die hij in 1867 exposeerde tijdens de Wereldtentoonstelling. Omdat zijn werk daar afgewezen werd, deed hij dit in een eigen paviljoen, net als Courbet. Manet werd ook beïnvloed door de Japanse kunst, die in die tijd voor het eerst populair werd in Frankrijk.
In 1863 was er zoveel protest over het oordeel van de jury van de Salon dat keizer Napoleon III een speciale, gelijktijdige tentoonstelling van de geweigerde werken verordonneerde, de beroemde Salon des Refusés. Manet toonde er drie werken, waarvan het bekendste Déjeuner sur l'Herbe is (Lunch op het gras). Het toont een picknick van twee eigentijds geklede mannen (een broer van Manet en zijn zwager Ferdinand Leenhoff) en een naakte en een halfnaakte vrouw. De stand van de drie figuren op de voorgrond is een overduidelijke verwijzing naar Het Oordeel van Parijs van Rafaël, dat Manet kende in een kopie van de kopergraveur Marcantonio Raimondi en de reproducties uit Charles Blanc's Histoire des peintres de toutes les écoles, maar het is ook geïnspireerd door Pastoraal Concert van Titiaan. Critici waren er furieus over; zij vonden dat Manets "picknick" deze Renaissance-werken ontheiligde door ze te "citeren" in een moderne context, waarbij gewone, moderne mensen de plaats innamen van goden en nimfen. In tegenstelling tot wat bij die oudere doeken het geval was, was het voor toeschouwers onduidelijk waarom de vrouwen naakt waren.
In 1865 durfde de jury van de Salon niet te veel werken te weigeren, zodat ook Manets Olympia geaccepteerd werd, een naakt geïnspireerd op Titiaans Venus van Urbino. De kritiek leek op die op Déjeuner: in Manets versie was het te duidelijk dat de naakte vrouw in kwestie een prostituee voorstelde. Een ander punt was dat het model, hetzelfde als in Déjeuner, bekend was in Parijs. Victorine Meurent, die overigens zelf ook schilderde, was Manets favoriete model. De schrijver Zola verdedigde Manets werk en werd als dank door hem rond 1867 geportretteerd. In 1873 maakte Manet het schilderij Le Bon Bock ("Het goede glas bier"), dat een gezette, pijprokende, bierdrinkende man toont en duidelijk geïnspireerd is door het werk van Frans Hals. Dit viel zeer in de smaak, zelfs bij de meest conservatieve critici.
Manet had weinig op met historische onderwerpen, maar hij maakte wel schilderijen over politieke gebeurtenissen in zijn eigen tijd, bijvoorbeeld die in Mexico in de jaren 1861-1867. Tijdens de oorlog van 1870-'71, tussen Frankrijk en Pruisen, was Manet lid van de Franse Nationale Garde, met de opdracht Parijs te verdedigen, maar hij is nooit direct betrokken geweest bij een gevecht. Aansluitend, in 1871, was hij betrokken bij de Parijse Commune. Hij was lid van een commissie van kunstenaars in de Commune, waarvan Courbet voorzitter was. Na de afslachting door het Franse leger van minstens 20.000 communards heeft Manet daarvan tekeningen gemaakt.

### De impressionisten
Manet wordt vaak beschouwd als impressionist, maar daar is zeker in de periode tot 1874 veel op af te dingen. Hoewel zijn thema's vaak controversieel waren, hield hij lang vast aan een traditioneel-realistische stijlopvatting en een geheel eigen werkwijze. Zo werkte hij bijvoorbeeld vooral in zijn atelier, weinig en plein air (in de openlucht). Ook was zijn kleurenpalet, zeker in het begin van zijn carrière, minder helder en gebruikte hij veel zwart. Hoewel Manet niet als leider van de impressionisten gezien wilde worden, bleven de jonge avant-gardisten toch tegen hem opkijken. Zij zagen in hem een aanvoerder in de strijd tegen de vastgeroeste Écoles en vonden dan ook bijvoorbeeld dat hij met Le Bon Bock te veel concessies deed.
In 1874 vond de eerste impressionistische tentoonstelling plaats, maar Manet nam de uitnodiging die hij had gekregen niet aan. Niettemin zou hij de impressionisten nooit verloochenen, integendeel: geleidelijk vond er steeds meer toenadering plaats. In 1874 bracht hij zelfs samen met Renoir en Monet schilderend de zomer door in Gennevilliers en Argenteuil, buitenboorden aan de Seine, nabij Parijs. In die periode zou Manet meer dan ooit tevoren teken geven van zijn ontvankelijkheid voor de principes van het impressionisme. Hij kiest voor een licht palet en heldere kleuren en schildert voor het eerst ook veelvuldig in de buitenlucht. Ook werd zijn toets losser en zijn werkwijze vluchtiger, waar hij eerder van zijn modellen altijd verlangde dat ze langdurig voor hem poseerden.
Over de toen nog onbekende Monet zou Manet in 1865 gezegd hebben: "Wie is die Monet, wiens naam zo lijkt op de mijne en die zo profiteert van mijn beruchtheid?" In de zomer van 1874 waren ze beste vrienden en maakte Manet een schilderij van Monet, terwijl deze aan het werk is op zijn "atelierboot" op de Seine bij Argenteuil. In dezelfde zomer maakte hij ook een schilderij van Monets vrouw Camille en hun zoon Jean bij de Seine. Beide werken zijn onmiskenbaar impressionistisch. De techniek van het weergeven van water heeft Manet duidelijk van Monet overgenomen.
In 1868-1869 schilderde Manet Le Balcon, dat naar een werk van Goya uit 1812 verwijst. Een van de figuren is Berthe Morisot, een jonge schilderes die hij kort daarvoor in het Louvre ontmoet had. Vermoedelijk hebben ze geen intieme relatie met elkaar gehad, maar ze waren wel erg op elkaar gesteld. In 1874 trouwde Morisot met Manets jongere broer Eugène. Morisot hoorde bij de impressionisten en zou enige invloed op Manets werk hebben gehad.

### Manets laatste jaren

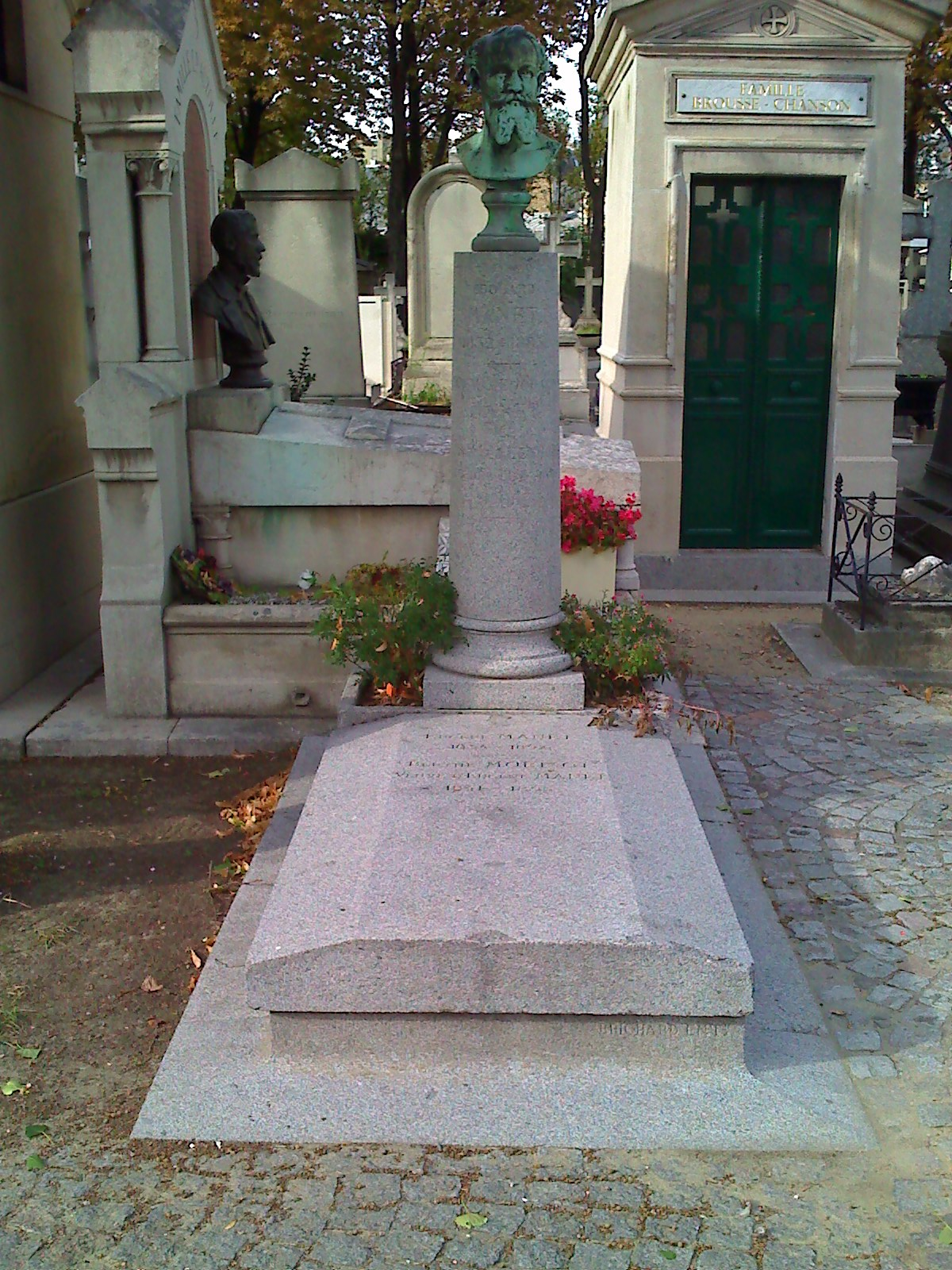
Graf van Manet

Tijdens de Salon van 1881 kreeg Manet een medaille, de Légion d'Honneur, de erkenning die hij altijd al gewild had. In 1882 maakte hij het doek Een bar in de Folies-Bergère, dat geldt als zijn laatste meesterwerk.
Manet stierf aan de ziekte locomotorische ataxie, die het centraal zenuwstelsel aantast en verlamming veroorzaakt. De oorzaak was syfilis, die Manet mogelijk al in 1848 had opgelopen. Het laatste half jaar van zijn leven had Manet bijna voortdurend pijn.
Vlak voor zijn dood in 1883 kreeg hij ook nog koudvuur in zijn been, dat afgezet moest worden. Antonin Proust sprak op de begrafenis en Monet en Zola droegen de kist. Verder waren onder meer Alfred Sisley, Camille Pissarro, Pierre Renoir en Eugène Boudin aanwezig. Hij werd begraven op het Cimetière de Passy in Parijs.

## Schilderijen

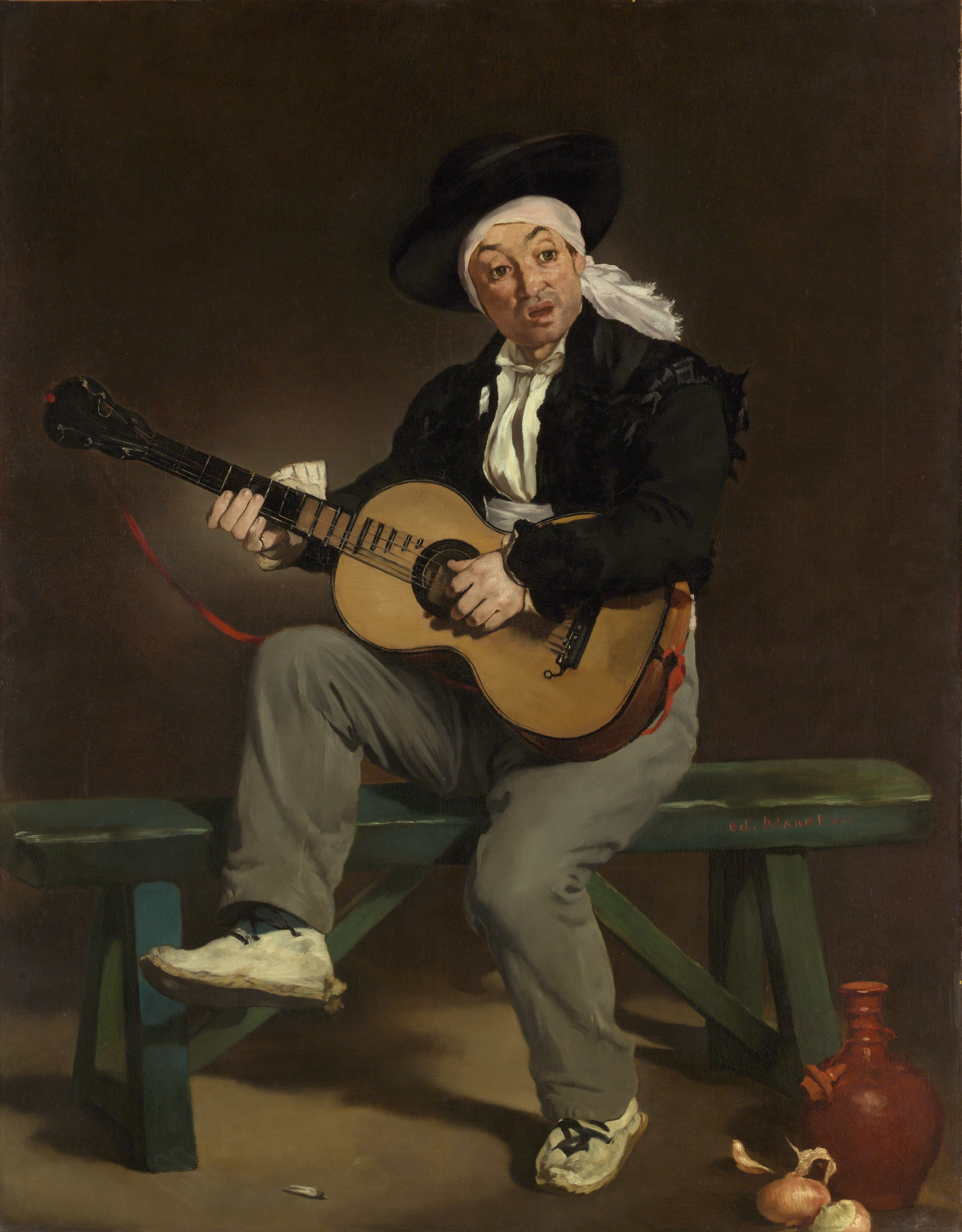
De Spaanse zanger, 1860, Metropolitan Museum of Art, New York

Stilleven met zalm, 1864, Shelbourne Museum

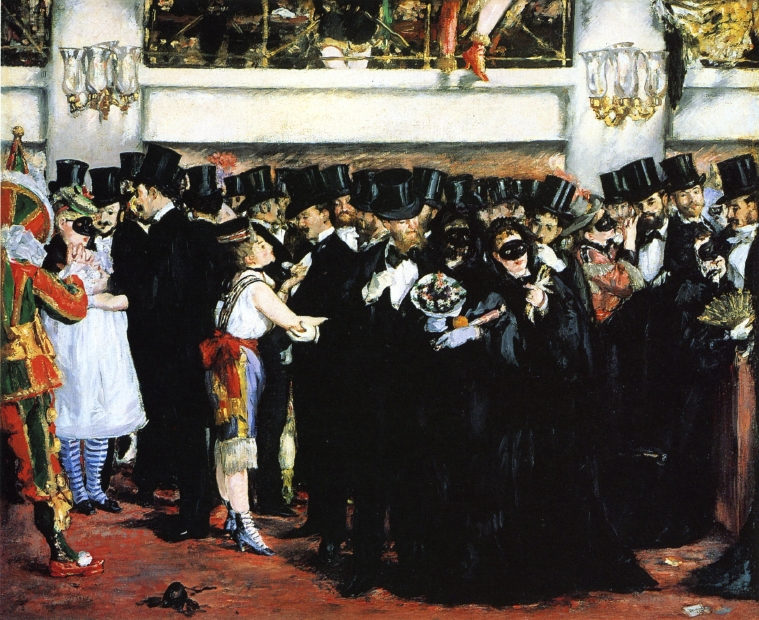
Gemaskerd bal in de opera, 1873, National Gallery of Art, Washington

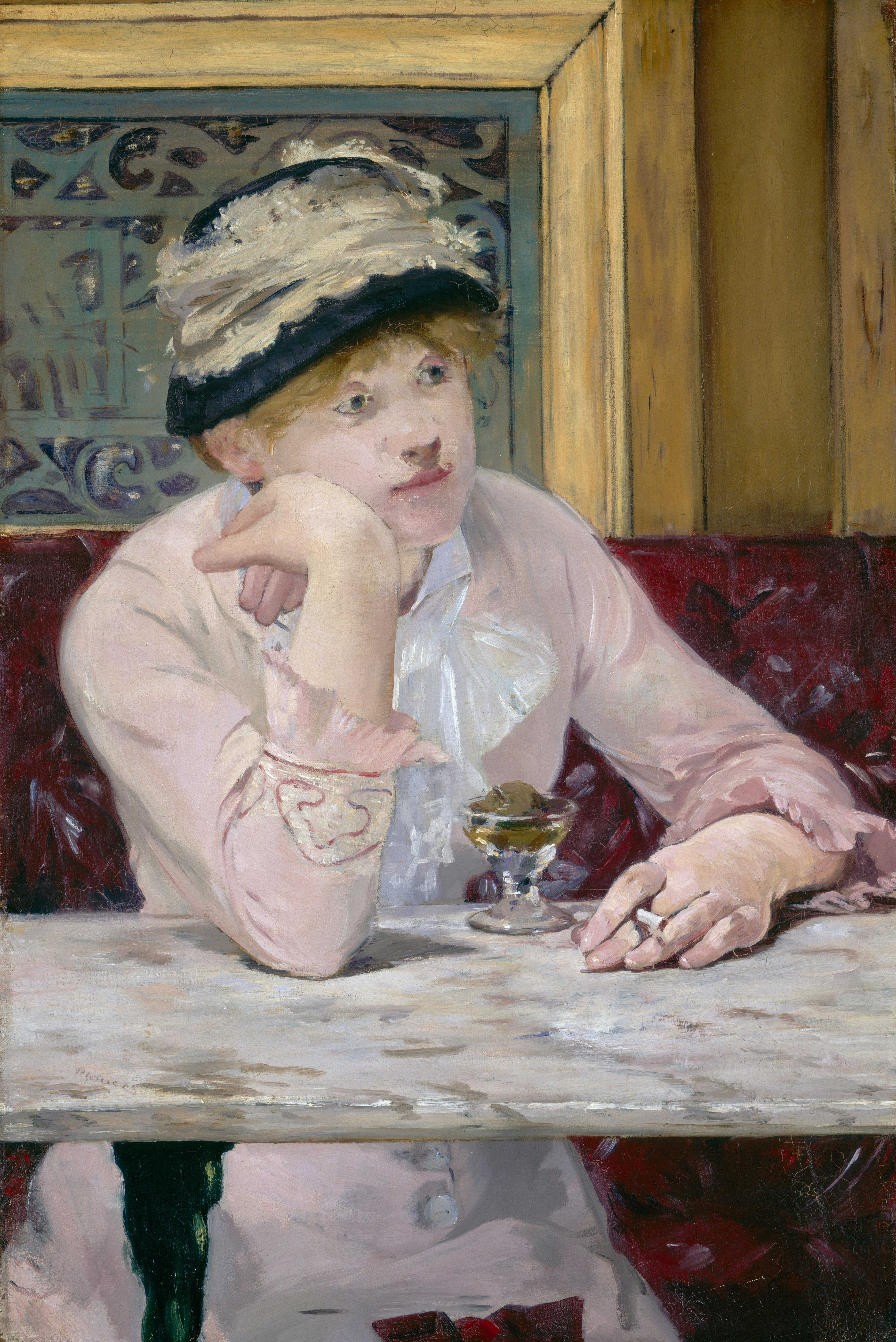
De pruim, ca. 1877, National Gallery of Art, Washington

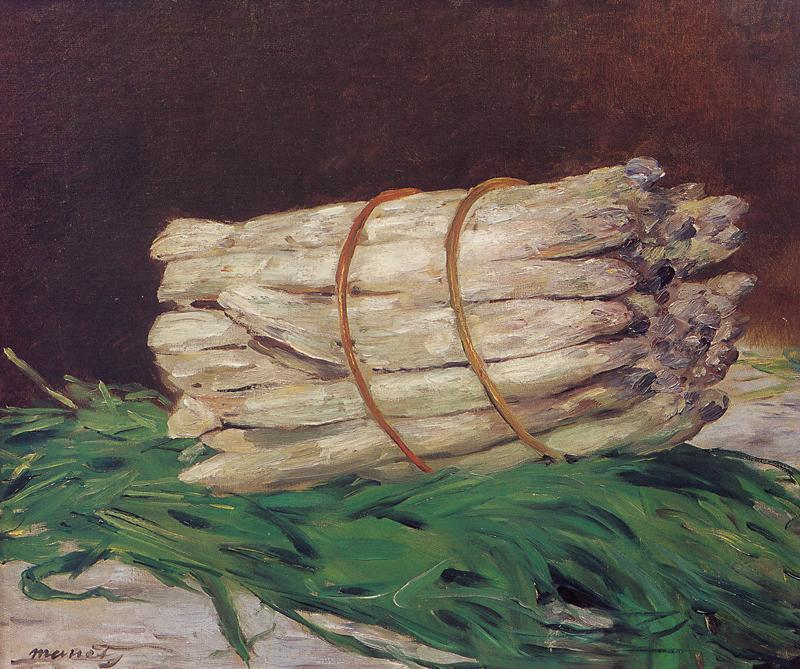
Een bundel asperges, 1880, Wallraf-Richartz-Museum, Keulen

- Absintdrinker, 1859, Ny Carlsberg Glyptotek in Kopenhagen
- De Spaanse zanger, 1860
- Jongen met zwaard, 1861
- Muziek in de Tuilerieën, 1862
- Lola de Valence, 1862
- Portrait de Jeanne Duval, 1862
- Victorine Meurent in het kostuum van een espada, 1862
- De oude muzikant, 1862
- De straatzangeres, ca. 1862
- Olympia, 1863
- Le déjeuner sur l'herbe, 1863
- Jongeman in het kostuum van een majo, 1863
- De dode Christus met engelen, 1864
- De slag tussen de USS Kearsarge en de CSS Alabama, 1864
- Stilleven met karper, 1864
- Episode d'une course de taureaux, 1864 (Incident tijdens een stierengevecht)
- Het lezen, circa 1865
- De fluitspeler, 1866
- De begrafenis, ca. 1867
- l'Exécution de Maximilien au Mexique, 1868
- De pier van Boulogne-sur-Mer, 1868
- Jeune Homme à la poire (Léon Leenhoff), 1868
- Mevrouw Manet aan de piano, 1868
- Het balkon, 1868-1869
- Départ du vapeur de Folkstone, 1869
- Berthe Morisot met een boeket viooltjes, 1872
- De spoorweg, 1872-73
- Op het strand, 1873
- Het croquetspel, 1873
- Gemaskerd bal in de opera, 1873
- Argenteuil, 1874
- Claude Monet schilderend op zijn atelierboot, 1874
- Le Grand Canal à Venise, 1874
- De pruim, ca. 1877
- Portret van Faure in de rol van Hamlet, 1877
- Bij Père Lathuille, 1879
- La serveuse de bocks, 1879
- Girl in a Wing Collar, ca.1879-80
- Portret van Mademoiselle Isabelle Lemonnier, ca.1879-80
- Chanteuse du Café-Concert, 1878-1879
- Portret van Emilie Ambre als Carmen, ca.1879
- Een bundel asperges, 1880
- Jardin de Bellevue, 1880
- Jeune fille dans le seuil du Jardin de Bellevue, 1880
- Portret van Madame Jules Guillemet, ca.1880
- Portret van Irma Brunner, de Weense, ca.1880
- Printemps (Jeanne de Marsy), 1881
- Œillets et Clématites, 1882
- Een bar in de Folies-Bergère, 1882

### Stillevens
Manet heeft gedurende zijn carrière vele stillevens geschilderd. Hij was het dan ook niet eens met de gevestigde orde van de Écoles, die stillevens in de laagste categorie plaatste. Ondanks hun grote kwaliteit hebben deze doeken echter nooit zo veel aandacht gekregen als zijn meer controversiële werk. Bekende voorbeelden zijn Stilleven met karper uit 1864 en Een bundel asperges uit 1880.
Tevens schilderde Manet minstens zeven keer pioenrozen, die tot zijn favoriete bloemensoorten hoorden en die hij zelf ook kweekte. In andersoortig werk, bijvoorbeeld in Déjeuner, gebruikte Manet vaak stillevenobjecten om te benadrukken dat een scène in zijn eigen tijd gesitueerd was.

### Latere bewerkingen van schilderijen
Manet bewerkte soms schilderijen die hij jaren eerder had gemaakt. In 1867 voegde hij bijvoorbeeld 40 cm doek toe aan De Absintdrinker uit 1859 en in 1873 voegde hij Léon toe aan een schilderij uit 1865. Daarnaast ontleende hij zijn inspiratie soms ook tamelijk direct aan werk van anderen: zijn bekende Le dejeuner-sur-l'herbe is een bijna directe kopie van een detail op Marcantonio Raimondi's Oordeel van Paris.

## Schilderstijl
Manet hoorde niet bij een bepaalde stroming of beweging. Zijn werken worden ingedeeld bij het realisme en het impressionisme.

## Leerlingen
Manet heeft maar één leerling gehad, Eva Gonzalès.

## Openbare collecties
- Guggenheim Museum, New York
- Hermitage, Sint-Petersburg
- J. Paul Getty Museum, Los Angeles
- Metropolitan Museum of Art, New York
- Musée d'Orsay, Parijs
- Museum of Fine Arts, Houston
- National Gallery, Londen
- National Gallery of Art, Washington D.C.
- Rijksmuseum Amsterdam, Amsterdam[2]
- Van Gogh Museum, Amsterdam
- Musée des Beaux-Arts, Doornik